# Brixia subpunctata
Brixia subpunctata är en insektsart som beskrevs av Walker 1870. Brixia subpunctata ingår i släktet Brixia och familjen kilstritar. Inga underarter finns listade i Catalogue of Life.